# Méthode Pariser-Parr-Pople
En physique moléculaire, la méthode Pariser-Parr-Pople applique des méthodes de mécanique quantique semi-empiriques à la prédiction quantitative des structures et des spectres électroniques, dans des molécules d’intérêt dans le domaine de la chimie organique. Des méthodes antérieures existaient, comme la méthode de Hückel qui a conduit à la règle de Hückel, mais elles étaient limitées dans leur portée, leur application et leur complexité, tout comme la méthode de Hückel étendue.
Cette approche a été développée dans les années 1950 par Rudolph Pariser avec Robert Parr et co-développée par John Pople,,. Il s’agit essentiellement d’une méthode plus efficace pour trouver des approximations raisonnables des orbitales moléculaires, utile pour prédire la nature physique et chimique de la molécule étudiée, car les caractéristiques des orbitales moléculaires ont des implications à la fois en ce qui concerne la structure de base et la réactivité d’une molécule. Cette méthode utilisait l’approximation du recouvrement différentiel nul (ZDO) pour réduire le problème à une taille et une complexité raisonnables, mais nécessitait toujours des ordinateurs à semi-conducteurs modernes (par opposition aux systèmes à carte perforée ou à tube à vide) avant de devenir pleinement utile pour les molécules plus grosses que le benzène.
À l’origine, l’objectif de Pariser était de prédire les caractéristiques des colorants organiques complexes avec cette méthode, mais cela ne s’est jamais réalisé. La méthode a une large applicabilité dans la prédiction précise des transitions électroniques, en particulier des transitions singulet inférieures, et a trouvé une large application en chimie quantique théorique et appliquée. Les deux articles de base sur ce sujet figuraient parmi les cinq premières citations de chimie et de physique rapportées dans ISI, Current Contents 1977 pour la période de 1961 à 1977 avec un total de 2450 références.
Contrairement à leurs homologues semi-empiriques basés sur Hartree-Fock (c’est-à-dire MOPAC), les théories électrons pi ont une base ab initio très forte. La formulation PPP est en fait un opérateur effectif à électrons pi approximatif, et les paramètres empiriques incluent de fait des effets de corrélation électronique effectifs. Une théorie rigoureuse et ab initio de la méthode PPP est fournie par la théorie des perturbations d’ordre élevé schématique et multi-références (Freed, Brandow, Lindgren, etc.) (la formulation exacte n’est pas triviale et nécessite une part de théorie des champs). Des calculs ab initio à grande échelle (Martin et Birge, Martin et Freed, Sheppard et Freed, etc.) ont confirmé de nombreuses approximations du modèle PPP et expliquent pourquoi les modèles de type PPP fonctionnent si bien avec une formulation aussi simple.